# Бадминтон на Летњим олимпијским играма 1988.
Бадминтон је био егзибициони спорт на Летњим олимпијским играма 1988. у Сеулу. Било је пет такмичења: мушки појединчано, женски појединачно, мушки парови, женски парови и мјешовити парови. Такмичење је одржано у Гимназији Националног универзитета у Сеулу 19. септембра 1988. године.

## Квалификација
Такмичари су изабрани према резултатима ИБФ Свјетског првенства 1987. године.

## Освајачи медаља
| Дисциплина                  | Злато                                          | Сребро                                      | Бронза                                       |
| Мушкарци појединачно детаљи | Yang Yang · Кина                               | Icuk Sugiarto · Индонезија                  | Park Sung-bae · Јужна Кореја                 |
| Мушки парови детаљи         | Кина · Li Yongbo · Tian Bingyi                 | Јужна Кореја · Lee Sang-bok · Lee Gwang-jin | Јапан · Shuji Matsuno · Shinji Matsuura      |
| Жене појединачно детаљи     | Hwang Hye-young · Јужна Кореја                 | Han Aiping · Кина                           | Sumiko Kitada · Јапан                        |
| Женски парови детаљи        | Јужна Кореја · Kim Yun-ja · Chung So-young     | Кина · Lin Ying · Guan Weizhen              | Данска · Dorte Kjær · Nettie Nielsen         |
| Мјешовити парови детаљи     | Јужна Кореја · Park Joo-bong · Chung Myung-hee | Кина · Wang Pengren · Shi Fangjing          | Хонгконг · Chan Chi Choi · Amy Chan Lim Chee |

## Биланс медаља
| Ранг       | Држава       | Злато | Сребро | Бронза | Укупно |
| 1          | Јужна Кореја | 3     | 1      | 1      | 5      |
| 2          | Кина         | 2     | 3      | 0      | 5      |
| 3          | Индонезија   | 0     | 1      | 0      | 1      |
| 5          | Јапан        | 0     | 0      | 2      | 2      |
| 4          | Данска       | 0     | 0      | 1      | 1      |
| 4          | Хонгконг     | 0     | 0      | 1      | 1      |
| Укупно (5) | Укупно (5)   | 5     | 5      | 5      | 15     |

## Земље учеснице
- Кина
- Данска
- Индонезија
- Јапан
- Шведска
- Хонгконг
- Уједињено Краљевство
- Канада
- Јужна Кореја